# Diego Flores de Valdez
Diego Flórez de Valdés (ur. ok. 1530, Las Morteras (Asturia), zm. 1595 tamże)) – hiszpański XVI-wieczny admirał. Jeden z dowódców Wielkiej Armady, pełnił funkcję szefa sztabu i doradcy księcia Medina-Sidonia.
Diego Flórez de Valdés urodził się około roku 1530 (dokładna data nieznana) w parafii San Esteban de Las Morteras w prowincji Asturia jako drugi syn rodziny szlacheckiej. W 1550 roku wstąpił do marynarki wojennej, w roku 1555 udał się do Peru i Chile. Od 1565 służył we flocie hiszpańskich Indii Zachodnich, brał udział w podboju Florydy oraz zwalczaniu francuskich prób osadnictwa w Ameryce północnej (Fort Caroline). Po powrocie do Hiszpanii, w uznaniu zasług został mianowany przez króla Filipa II rycerzem zakonu Santiago. Po powrocie na Antyle służył dalej we flocie Indii Zachodnich, a w 1581 został mianowany dowódcą floty Tierra del Fuego y Chile, której zadaniem było zabezpieczenie przed atakami angielskich piratów hiszpańskich posiadłości w Brazylii (niedawno przejętej od Portugalczyków) i Chile, ochrona drogi morskiej przez cieśninę Magellana oraz wspieranie hiszpańskiego osadnictwa. W 1584 Diego Flórez de Valdés powrócił do Hiszpanii.
W 1588 roku został mianowany szefem sztabu i głównym doradcą księcia Medina-Sidonia, dowódcy Wielkiej Armady. Dowodził, w randze admirała, eskadrą kastylijską, liczącą 16 okrętów; podczas walk, z polecenia króla Filipa, przebywał wraz z księciem Medina-Sidonia na pokładzie flagowego okrętu Armady „San Martin”. Mimo dużego doświadczenia na morzu Diego Flórez de Valdés był zwolennikiem taktyki defensywnej, całkowicie oddając inicjatywę przeciwnikowi.
Po powrocie z nieudanej wyprawy był jedynym wysokiej rangi dowódcą, który został ukarany przez króla Filipa i osadzony w więzieniu w Burgos. Jako powód podano złe rady udzielane księciu Medina-Sidonia, w szczególności decyzję o pozostawieniu własnemu losowi uszkodzonego okrętu flagowego eskadry andaluzyjskiej „Nuestra Señora del Rosario”. Diego Flórez de Valdés zmarł w 1595 roku i został pochowany w Las Morteras.